# Dachi (Magaria)
Dachi (auch: Angoal Dachi, Angoual Dachi, Angoual Dahi) ist ein Dorf in der Stadtgemeinde Magaria in Niger.

## Geographie
Das von einem traditionellen Ortsvorsteher (chef traditionnel) geleitete Dorf liegt an der Staatsgrenze zu Nigeria. Es befindet sich rund 18 Kilometer südöstlich des urbanen Zentrums der Gemeinde Magaria, die zum gleichnamigen Departement Magaria in der Region Zinder gehört. Eine Siedlung in der näheren Umgebung von Dachi ist Tinkim im Nordwesten.
Dachi ist Teil der Übergangszone zwischen Sahel und Sudan. Die durchschnittliche jährliche Niederschlagsmenge beträgt hier zwischen 400 und 500 mm.

## Geschichte
Die 227 Kilometer lange Piste für Reiter zwischen den Städten Zinder und Kano, die durch Dachi führte, galt in den 1920er Jahren als einer der Hauptverkehrswege in der damaligen französischen Kolonie Niger.

## Bevölkerung
Bei der Volkszählung 2012 hatte Dachi 1558 Einwohner, die in 181 Haushalten lebten. Bei der Volkszählung 2001 betrug die Einwohnerzahl 675 in 106 Haushalten und bei der Volkszählung 1988 belief sich die Einwohnerzahl auf 573 in 89 Haushalten.
Die Bevölkerungsdichte in diesem Gebiet ist mit über 100 Einwohnern je Quadratkilometer hoch.

## Wirtschaft und Infrastruktur
Das Gebiet der Ebenen im Süden der Region Zinder, in dem Dachi liegt, ist von einer anhaltenden Degradation der ackerbaulichen Flächen gekennzeichnet, die mit der hohen Bevölkerungsdichte in Zusammenhang steht. Es gibt eine Schule im Dorf. Die 980,9 Kilometer lange Nationalstraße 11 zwischen Nigeria und Algerien verläuft durch Dachi.